# Rodrigo Marta
Pour les articles homonymes, voir Marta.
Cardoso Marta est un nom portugais ; le premier nom de famille (d'usage facultatif) est Cardoso et le second est Marta.
Pas d'image ? Cliquez ici

a Compétitions nationales et continentales officielles uniquement.

b Matchs officiels uniquement.
Dernière mise à jour le 17 février 2025.
Rodrigo Marta, né le 18 novembre 1999, est un joueur international portugais de rugby à XV qui évolue au poste d'ailier.

## Biographie
Formé au club de Belenenses, Rodrigo Marta est appelé à intégrer l'équipe nationale des moins de 20 ans avec laquelle il remporte le championnat d'Europe des moins de 20 ans en 2018.
Le 10 novembre 2018, il connaît sa première cape internationale avec l'équipe du Portugal, affrontant la Roumanie à l'Arena Zimbrilor (en) de Baia Mare,. Il défend également les couleurs des Lobos avec l'équipe nationale de rugby à sept. Malgré ses premiers pas avec l'équipe senior, il continue d'évoluer une autre année avec les moins de 20 ans, participant au Trophée mondial junior en 2019 pour la deuxième fois, s'inclinant cette fois en finale contre les jeunes Japonais.
Lors de la saison 2021-2022, après de nombreux titres nationaux avec Belenenses,,, il prend part sous le maillot des Lusitanos XV à l'édition inaugurale de la Super Cup, compétition organisée par Rugby Europe et opposant des clubs et franchises de nations dites « émergentes ». En parallèle avec la sélection portugaise, il se révèle comme le meilleur ailier des Lobos. Fin juin, il participe au test match joué à Lisbonne contre l'Italie, manquant de peu la victoire contre l'équipe des Six Nations ; il sera désigné homme du match malgré la défaite de son équipe.
À l'intersaison 2022, après avoir passé quinze saisons sous le maillot de Belenenses et désirant connaitre une expérience à l'étranger, Marta signe un contrat en France, rejoignant l'Union sportive dacquoise évoluant alors en Nationale, sur les conseils de Hervé Durquety, l'entraîneur des avants des Lobos. Dès le début de la saison, il fait partie des révélations des joueurs évoluant en Nationale, se classant parmi les meilleurs marqueurs d'essais. À l'automne, il participe à Dubaï avec les Lobos au tournoi de repêchage des qualifications pour la Coupe du monde 2023,, au terme duquel la sélection portugaise l'emporte aux dépens des États-Unis.
À la suite de son bon début de saison, plusieurs clubs de Pro D2 et de Top 14 sont intéressés par son profil. C'est finalement le club de Colomiers Rugby, pensionnaire de Pro D2, qui annonce fin janvier 2023 son recrutement à partir de la saison 2023-2024 pour une durée de trois années. En parallèle de sa carrière sportive, il poursuit ses études dans l'optique d'obtenir une licence de gestion. Le 11 février, dans le cadre de la rencontre de championnat d'Europe 2022-2023 disputée contre la Pologne, Marta devient le meilleur marqueur d'essai de l'histoire de la sélection portugaise. En club, en récompense de sa bonne saison en Nationale, il est élu meilleur joueur de la saison régulière. En phase finale, le groupe dacquois acquiert sa promotion en Pro D2 ; pour son dernier match sous le maillot dacquois, Marta s'incline en finale contre le Valence Romans DR,. Sur l'ensemble de la saison, il inscrit quinze essais en vingt rencontres de championnat.
Pré-sélectionné pour les deux stages de préparation du mois de juin et juillet 2023 avec la sélection portugaise en vue de la Coupe du monde,, il manque le démarrage de la saison 2023-2024 avec son nouveau club. Retenu dans le groupe final, il dispute ainsi la Coupe du monde pour la première fois de sa carrière. Il prend notamment part à la victoire historique des Lobos contre les Flying Fijians, futur quart-de-finaliste, inscrivant l'essai décisif en fin de rencontre au stadium de Toulouse,.
Lors de la saison 2024-2025 sous le maillot columérin, une blessure lui fait manquer la fin de la compétition alors que son club se qualifiera pour la phase finale.

## Palmarès

### En club
- Super Cup :
  - Finaliste : 2022 avec Lusitanos XV.
- Championnat de France de Nationale :
  - Vice-champion : 2023 avec l'US Dax.

### En équipe nationale
- Championnat d'Europe des moins de 20 ans :
  - Vainqueur : 2018.

## Statistiques en équipe nationale
| Année               | Compétition                                          | Matchs | Points | Essais |
| ------------------- | ---------------------------------------------------- | ------ | ------ | ------ |
| 2018                | Championnat d'Europe 2018-2019,                      | 1      | 0      | -      |
| 2018                | Test match à domicile,                               | 0      | 0      | -      |
| 2019                | Championnat d'Europe 2018-2019,                      | 4      | 25     | 5      |
| 2020                | Championnat d'Europe 2020-2021,                      | 3      | 0      | -      |
| 2020                | Test match en tournée,                               | 1      | 5      | 1      |
| 2021                | Championnat d'Europe 2020-2021,                      | 1      | 5      | 1      |
| 2021                | Championnat d'Europe 2021-2022,                      | 5      | 25     | 5      |
| 2021                | Test match à domicile,                               | 2      | 0      | -      |
| 2022                | Championnat d'Europe 2021-2022                       | 4      | 15     | 3      |
| 2022                | Test match à domicile                                | 2      | 10     | 2      |
| 2022                | Test match en tournée                                | 1      | 5      | 1      |
| 2022                | Tournoi de repêchage pour la Coupe du monde de rugby | 2      | 5      | 1      |
| 2023                | Championnat d'Europe 2022-2023                       | 4      | 30     | 6      |
| 2023                | Test match à domicile                                | 1      | 10     | 2      |
| 2023                | Coupe du monde 2023                                  | 4      | 5      | 1      |
| 2024                | Championnat d'Europe 2023-2024                       | 2      | 5      | 1      |
| 2024                | Test match en tournée                                | 2      | 5      | 1      |
| 2025                | Championnat d'Europe 2024-2025                       | 3      | 10     | 2      |
| Total non-exhaustif | Total non-exhaustif                                  | 42     | 160    | 32     |